# Филипсбург (Канзас)
Филипсбург (енгл. Phillipsburg) град је у америчкој савезној држави Канзас.

## Демографија
По попису из 2010. године број становника је 2.581, што је 87 (-3,3%) становника мање него 2000. године.
| Група             | 2000.         | 2010.         |
| Белци             | 2.586 (96,9%) | 2.443 (94,7%) |
| Афроамериканци    | 7 (0,3%)      | 13 (0,5%)     |
| Азијати           | 25 (0,9%)     | 28 (1,1%)     |
| Хиспаноамериканци | 25 (0,9%)     | 67 (2,6%)     |
| Укупно            | 2.668         | 2.581         |